# Liste der Bodendenkmäler in Schwerte
In der Liste der Bodendenkmäler in Schwerte sind die Bodendenkmäler der nordrhein-westfälischen Stadt Schwerte aufgeführt (Stand 17. Mai 2021).

## Bodendenkmäler
Neben den Denkmälern des Listenteils A (Baudenkmäler) befindet sich dreizehn ortsfeste Bodendenkmäler (Listenteil B) auf dem Gebiet der Stadt Schwerte.

| Bild                                                                                                  | Bezeichnung                                                 | Lage                                              | Beschreibung | Bauzeit             | Eingetragen seit | Denkmal- nummer |
| --- | ----------------------------------------------------------- | ------------------------------------------------- | --- | ------------------- | ---------------- | --------------- |
| weitere Bilder                                                                                        | Rest des ehemaligen Außenlagers des KZ Buchenwald           | Schwerte Schützenstraße Karte                     | |                     |                  | B 001           |
| BW | Wassergräfte der ehemaligen Wasserburg Haus Wandhoff        | Wandhofen (nördlich der Wandhofener Straße) Karte | |                     |                  | B 002           |
| BW | Reste der ehemaligen Wallburg Villigst, Wallanlage „Im Ohl“ | Villigst (Am Ohl) Karte                           | Ringwallanlage im Wald nahe Haus Villigst                                                                                                |                     |                  | B 003           |
| | drei Grabhügel                                              | Ergste                                            | |                     |                  | B 004           |
| weitere Bilder                                                                                        | Parkanlage „Haus Ruhr“                                      | Wandhofen und Westhofen Hagener Straße 241 Karte  | siehe auch Baudenkmal Nr. 102 |                     |                  | B 005           |
| | Grabhügel                                                   | Ergste (Waldteil Grävingholz)                     | |                     |                  | B 006           |
| BW | Grabhügel Drüfel                                            | Rosen Holzen-Rosen (Am Drüfel) Karte              | Hügelgrab an der Hofanlage Schulte Drüfel                                                                                                |                     |                  | B 007           |
| BW | Überreste von Landwehren                                    | Ergste (östlich Gut Hachen) Karte                 | auch als „Schanze“ bezeichnet |                     |                  | B 008           |
| weitere Bilder                                                                                        | St. Viktor                                                  | Schwerte Brückstraße / Am Markt Karte             | Fläche der Kirche mit umgebendem Kirchhof (bis Anfang des 19. Jahrhunderts als Friedhof genutzt), siehe auch Baudenkmal Nr. 001          |                     |                  | B 009           |
| weitere Bilder                                                                                        | Burg Schwerte                                               | Schwerte Kötterbachstraße Karte                   | alter Burgstandort, teilweise überbaut (Wuckenhof, siehe Baudenkmal Nr. 015) und größtenteils mit Kopfsteinpflaster belegt (Platzfläche) |                     |                  | B 010           |
| weitere Bilder                                                                                        | städtisches Weinhaus                                        | Schwerte Große Marktstraße / Brückstraße Karte    | siehe auch Baudenkmal Nr. 005 |                     |                  | B 011           |
| [[Vorlage:Bilderwunsch/code!/C:51.441655,7.572233!/D:Haus Helle, Hellpothstraße / Ostenstraße!/\|BW]] | Haus Helle                                                  | Schwerte Hellpothstraße / Ostenstraße Karte       | Fläche mit Fundamentresten des 1964 abgebrannten ehemaligen Burghofs „Helle“ (steinernes Burgmannshaus), heute Grünfläche und Parkplatz  | ca. 16. Jahrhundert |                  | B 012           |
| | Stadtbefestigung                                            | Schwerte (Altstadt)                               | vermutete Reste der mittelalterlichen, ringförmig um die Altstadt gelegenen Stadtmauer- bzw. Wall- und Grabenanlage                      |                     |                  | B 013           |